# Pofa be és táncolj
A Pofa be és táncolj a Fekete tükör című brit sci-fi sorozat tizedik epizódja, amit a sorozat showrunnere, Charlie Brooker és William Bridges írt, és James Watkins rendezett. 2016. október 21-én mutatta be a Netflix, a harmadik évad többi részével egyszerre.
A cselekmény főszereplője egy Kenny nevű fiú, akit egy rejtélyes hacker, aki megszerezte a számítógép előtt maszturbálós videóját, arra kényszerít, hogy tegyen meg neki furcsábbnál furcsa dolgokat, különben nyilvánosságra hozza azt. Később egy Hector nevű férfi, akit ugyanez a hacker a hűtlenségével kapcsolatban zsarol, csatlakozik hozzá.
A korábbi részekhez képest ez az epizód végig sötét tónusú, és vegyes kritikákat kapott, főként a sztori tanulsága és az epizód végi csattanó miatt. Ugyanakkor a témája miatt komoly vitákat is generált, a hazai közéletben is.

## Cselekmény
A tinédzser Kenny, aki egy étteremben dolgozik, arra ér haza, hogy a testvére, Lindsey, véletlenül megfertőzte a gépét egy malware-rel. Ezért letölt az internetről egy antimalware programot, nem is sejtve, hogy az is egy trójai vírust rejt magában, mellyel egy ismeretlen hacker teljes hozzáférést kap a gépéhez. Felvételt készítenek arról, ahogy maszturbál, majd egy e-mailben közlik ezt vele, azzal, hogy ha nem csinálja pontosan azt, amit mondanak, akkor nyilvánosságra hozzák.
Munka közben kap egy üzenetet, hogy 45 percen belül legyen egy kb. 25 kilométernyire eső helyen. Betegséget színlelve otthagyja a munkáját, és először egy futártól kell átvennie egy tortát tartalmazó dobozt – egy ugyanolyan áldozattól, mint ő. Ezután a tortát egy számára ismeretlen férfinak, Hectornak kell elvinnie, akit ugyanígy zsarolnak. Hectort hűtlenségen kapta rajta a hacker, azon, hogy egy prostituálttal tervez légyottot, és attól tart, hogy ha a felesége erre rájönne, akkor elveszítené a szülői felügyeleti jogát a gyerekei felett.
Ezután már kettejüknek adnak meg egy új koordinátát, ahová menniük kell, egy erre a célra készen álló autóval. Mivel kevés benne a benzin, megállnak egy kútnál, ahol Hector találkozik Karennel, a felesége egyik barátnőjével, aki megkéri őket, hogy vigyék haza. Mivel folyamatosan kapják az üzeneteket a zsarolótól, amiért kitérőt tesznek, Hector őrült módjára vezet, hogy időben odaérjenek. Ezután azt a feladatot kapják, hogy rabolják ki a közeli bankot. Hector arra hivatkozik, hogy ő a sofőr, tehát Kennynek kell mennie. Kenny félelmében összevizeli magát, de végül megcsinálja a bankrablást, majd Hectorral együtt elmenekülnek.
A hacker egy félreeső helyre vezeti őket, majd Hectort arra kéri, hogy gyújtsa fel a kocsit. Kennynek viszont be kell mennie az erdőbe egy találkozási pontra. Itt találkozik egy újabb áldozattal, aki közli vele, hogy most a hacker parancsára életre-halálra meg kell küzdeniük, az egészet egy drónnal figyelik, és aki életben marad, az nyeri a pénzt is. Mikor Kenny kétségbeesetten közli, hogy ő csak fényképekre maszturbált, a másik férfi váratlanul visszakérdez, hogy hány évesek voltak, akik a képeken szerepeltek. Kiderül, hogy ő egy pedofil, és Kenny is az. Kenny öngyilkos akar lenni a nála lévő pisztollyal, de annak a tára üres – ezután verekedni kezdenek.
Amikor Hector hazaér, a telefonjára egy trollface-t kap üzenetben – hiába tett meg mindent, amit kértek tőle, a zsarolók elküldték az asszonynak a hűtlenségének a bizonyítékait, és ugyanezt tették a többi áldozatukkal is. Miután Kenny végül megölte a férfit, az erdőben baktat, miközben az anyja felhívja telefonon, hogy mindannyian látták a videóját. Megalázva, pedofil identitását leleplezve, és a szadisztikus követelésektől traumatizálva Kenny leteszi a telefont, majd ő is megkapja a trollface-t üzenetben, és a rendőrség is megjelenik.

## Szereplők
| Szerep           | Színész        | Magyar hang        |
| ---------------- | -------------- | ------------------ |
| Kenny            | Alex Lawther   | Berecz Kristóf Uwe |
| Hector           | Jerome Flynn   | Jakab Csaba        |
| Tom              | Frankie Wilson | Berkes Bence       |
| Melissa          | Hannah Steele  | Tarr Judit         |
| Férfi az erdőben | Paul Bazely    | Fekete Zoltán      |
| Lindsay          | Maya Gerber    | Csifó Dorina       |
| Sandra           | Camilla Power  | Nádorfi Krisztina  |
| Karen            | Natasha Little | Erdős Borcsa       |

## Az epizód készítése
A forgatókönyvet Charlie Brooker és az akkor a televíziós iparban kezdő William Bridges írták. Bridges három ötlettel állt elő, amelyekből végül nem lett semmi, viszont küldtek neki egy forgatókönyv-tervezetet – ezét az epizódét. A részből teljesen hiányoznak a sci-fi elemek ami egy tudatos döntés volt, hasonlóan "A nemzeti himnusz" és "A Waldo-pillanat" című részekhez. Mivel épp előtt fejezte be az 1980-as évek esztétikájával foglalkozó "San Junipero" epizódot, Brooker egy kortárs részt szeretett volna elkészíteni.
A forgatókönyv számos változtatáson ment keresztül. Eleinte egy, a "Kutyaszorítóban" című filmre emlékeztető cselekménye volt, ahol több ember verődött volna össze azért, hogy együtt elkövessenek egy rablást. Kenny pedofíliája se mindig volt a cselekmény része, ahogy volt olyan változat is, ahol rejtély volt, hogy miért csinálják ezt, és volt egy olyan is, ahol Hectornak volt egy egészen sötét titka. Volt olyan változat, ahol a hackerek egy kelet-európai internetkávézóból irányították az egészet, pusztán a móka kedvéért. Eredetileg az Egyesült Államokban játszódott volna a cselekmény, mert ott könnyebb fegyverhez jutni, és a történések se követték volna olyan feszesen egymást.
Magát az epizódot az évad részei közül sorban a másodikként forgatták le, három hét alatt. James Watkins lett a rendező, aki korábban a "Gylkos kilátások" és "A fekete ruhás nő" című filmeket rendezte. Alex Lawthert választották ki a főszerepre, aki már korábban a sorozat nagy rajongója volt, Hector szerepére pedig Jerome Flynn-t. Kennyt úgy alakította Lawther, mintha tényleg teljesen ártatlan lenne, mintha folyton kellemetlenül érezné magát. Az epizód elején látható jelenet, amelyben Kenny visszaadja a játékot egy kislánynak, már előre sejtette a szexuális beállítottságát, de mivel ez meglehetősen kényes téma, ezért nem találtak senkit, aki a saját gyermekét engedte volna játszani. Ezért a kislányt Annabel Jones producer saját lánya játssza.

## Fordítás
Ez a szócikk részben vagy egészben  a   Shut Up and Dance (Black Mirror) című angol Wikipédia-szócikk ezen változatának fordításán alapul.  Az eredeti cikk szerkesztőit annak laptörténete sorolja fel. Ez a jelzés csupán a megfogalmazás eredetét és a szerzői jogokat jelzi, nem szolgál a cikkben szereplő információk forrásmegjelöléseként.